# Beautifully Broken
Beautifully Broken es una película de dramática cristiana estadounidense de 2018 dirigida por Eric Welch. Está protagonizada por Benjamin A. Onyango, Scott William Winters, Michael W. Smith, Emily Hahn, Caitlin Nicol-Thomas y Eric Roberts. Se estrenó el 24 de agosto de 2018 por la distribuidora de ArtEffects.

## Sinopsis
Tres historias marcadas por la tragedia convergen: la de la huida de un refugiado, la promesa de un prisionero y el doloroso secreto de una hija. Mientras tres padres luchan por sus familias, sus destinos quedan entrelazados.

## Reparto
- Benjamin Onyango como William Mwizerwa
- Scott William Winters como Randy Hartley
- Michael W. Smith como Pastor Henry
- Emily Hahn como Andrea Hartley
- Caitlin Nicol-Thomas como Darla Hartley
- Eric Roberts como Larry Hartley
- Ditebogo Ledwaba como Umuhoza
- Sibulele Gcilitshana como Keza
- Bonko Khoza como Mugenzi

## Lanzamiento
Beautifully Broken se estrenó en los Estados Unidos el 24 de agosto de 2018.

### Clasificación de la crítica
En el sitio web agregador de reseñas Rotten Tomatoes, la película tiene una calificación de aprobación del 67 % basada en seis reseñas, y una calificación promedio de 5,8/10.